# Hinojosa de Jarque (kommunhuvudort)
Hinojosa de Jarque är en kommunhuvudort i Spanien.   Den ligger i provinsen Provincia de Teruel och regionen Aragonien, i den östra delen av landet, 250 km öster om huvudstaden Madrid. Hinojosa de Jarque ligger 1 215 meter över havet och antalet invånare är 152.
Terrängen runt Hinojosa de Jarque är huvudsakligen kuperad, men söderut är den platt. Runt Hinojosa de Jarque är det mycket glesbefolkat, med 2 invånare per kvadratkilometer. Närmaste större samhälle är Escucha, 11,7 km norr om Hinojosa de Jarque. Trakten runt Hinojosa de Jarque består till största delen av jordbruksmark.